# Anonymouse
Anonymouse (av dem själva skrivet AnonyMouse) var ett anonymt konstnärskollektiv med bas i Malmö. Deras första verk i form av en italiensk bistro ("Il topolino") och en nötbutik ("Noix de vie") ställdes ut på Bergsgatan i Malmö, i december 2016.
De anonyma konstnärerna gick i februari 2025 ut och avslöjade sina identiteter då konstprojektet avslutades. Konstnärerna var Elin Westerholm och Lupus Nensén.

## Bilder

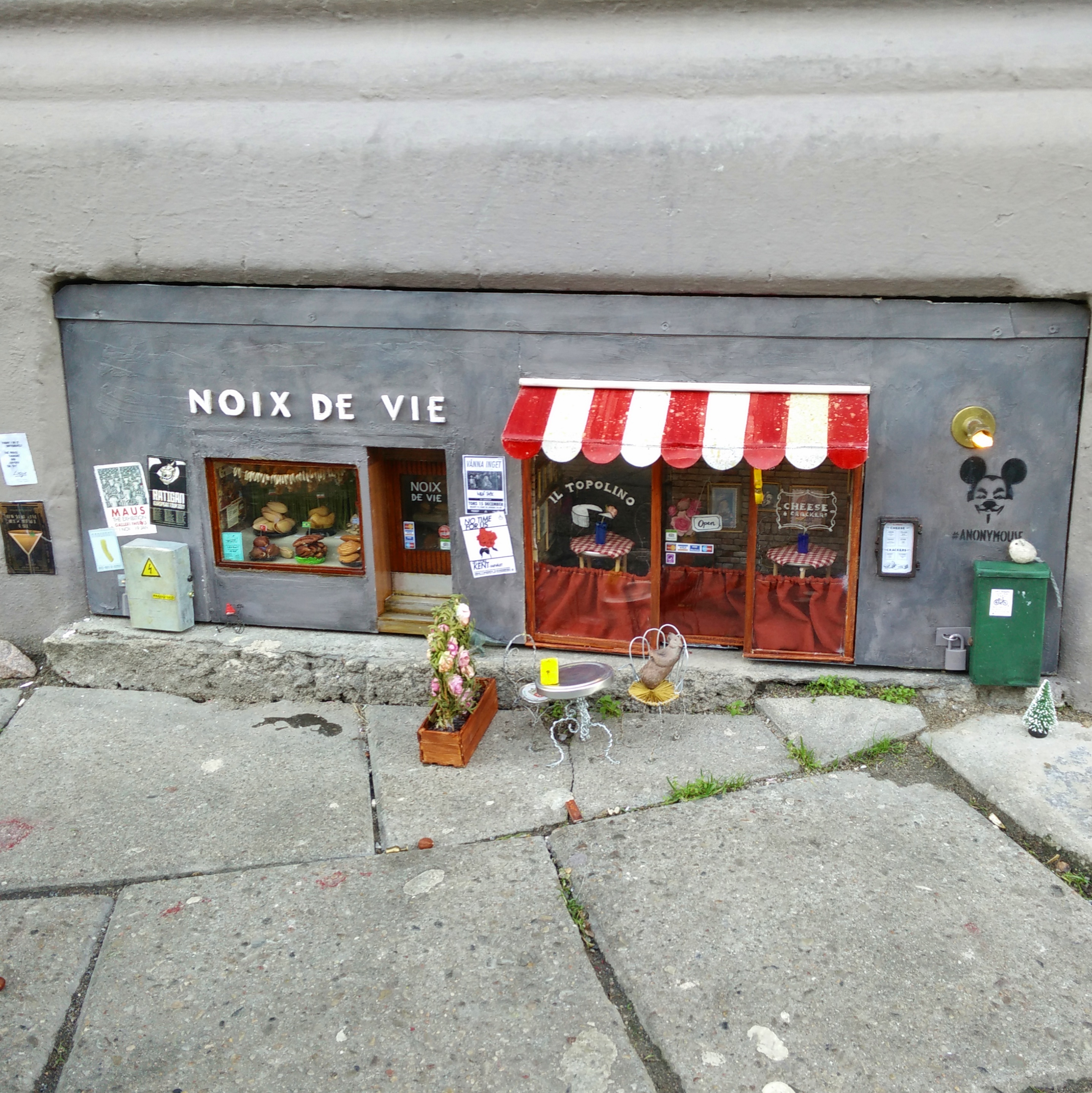
Musrestaurangen Il Topolino, december 2016.
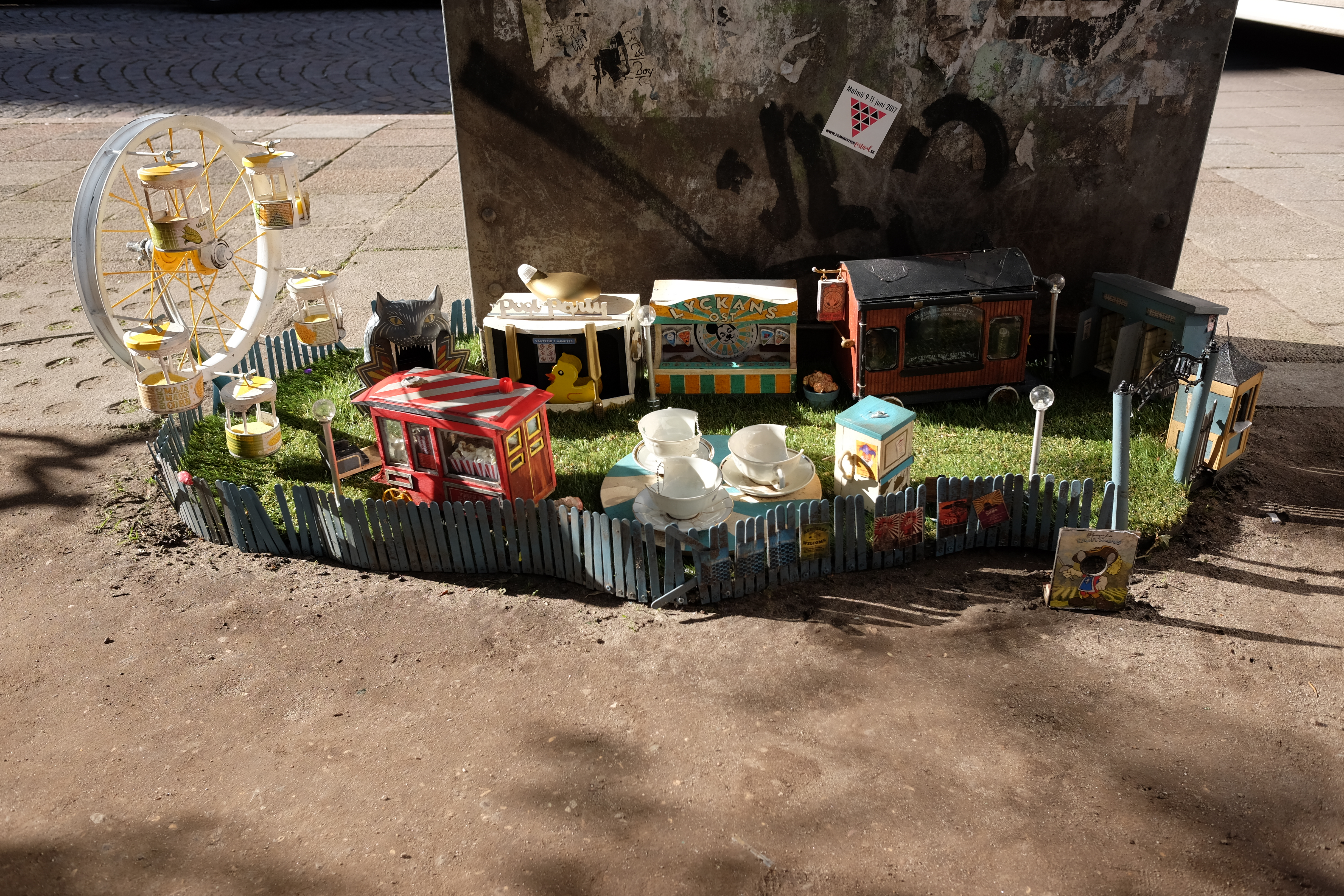
Mustivolit på Södra Förstadsgatan
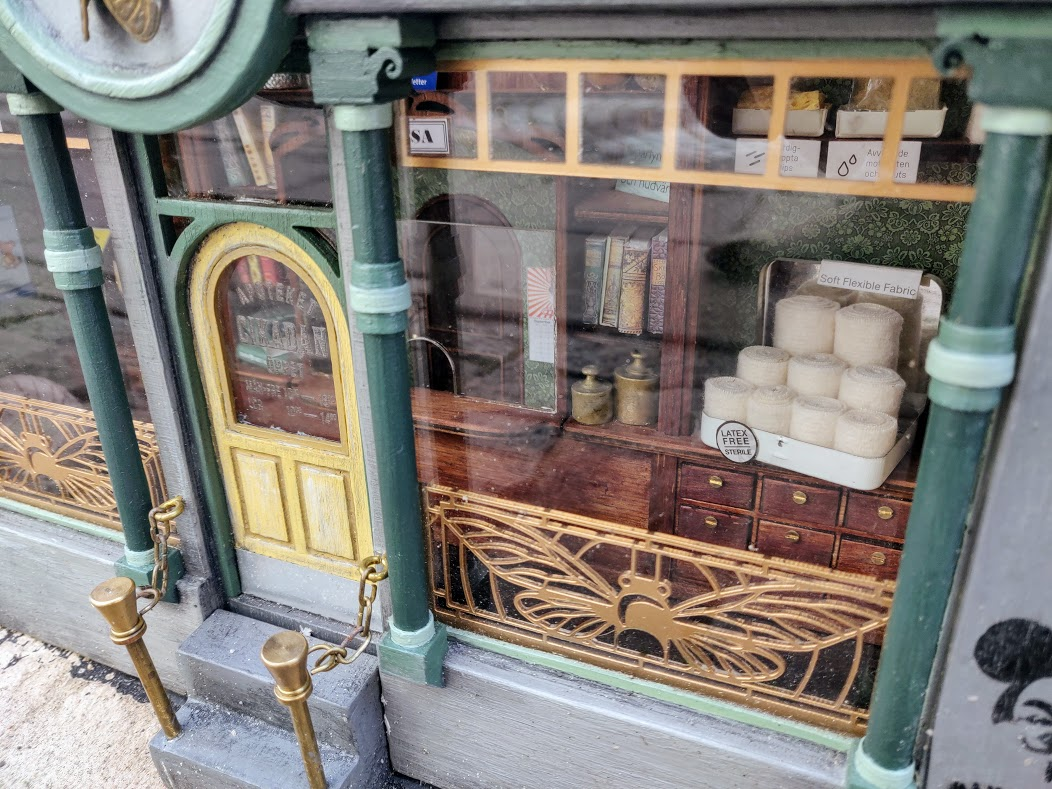
Detalj från Apoteket Cikadan, juli 2020, Winstrupsgatan 12 i Lund

## Verk

### Installationer 2017 – Sverige
Efter det byggde de en nöjespark ("Tjoffsans tivoli") på Södra Förstadsgatan i Malmö i april 2017. I september var de, oannonserat, med på Borås No Limit gatukonstfestival och ställde där ut en tygaffär ("Pärlans tyger"), "Sorkhs Antikt" och en bensinstation i en bensindunk. I december var de sedan tillbaka i Malmö, på Amiralsgatan med en bokhandel/café ("Frankie & Benjys") och en teater ("Teatro Reggiano").

### Installationer 2018 – Sverige, Baskien och Isle of Man
I juni 2018 byggde de ett hotell av ett elskåp samt ett konditori, i Gustavsberg utanför Stockholm. 
Anonymouse var sedan ett av namnen på den baskiska gatukonstfestivalen "Point de vie", där de byggde en jazzklubb ("Sacreblues") och en resebyrå ("Anatoles"). I oktober presenterades fyra installationer för älvor på Isle of Man och i december var de tillbaka i Malmö igen med ett härbärge ("Tass i tass") och en barberare ("Hair and furever").

### Installationer 2019 – Sverige
I maj skapades en detektivbyrå på Möllevångsgatan 35 i Malmö, och i samband med det presenterades ett mysterium om en försvunnen ost. Den ska ha försvunnit från det också nyskapade Fort Nux på Norra Skolgatan och vid detektivbyrån finns ledtrådar som man kan följa.
I december 2019 öppnades en andratassbutik på Kungsgatan 28 i Malmö, Emmus, och bredvid den en indisk restaurang för möss.

### Installationer 2020 – Sverige
Sommaren 2020 skapade Anonymouse tre installationer i Lund. Det framkom senare att de var beställningsverk från Lunds kommun. Kommunen fakturerades sammanlagt 99 000 kr för de tre verken.
I juli 2020 byggde Anonymouse ett apotek i Lund och skickade ut ett pressmeddelande att Anonymouse har hemester i grannkommunen Lund och besöker anrika Apoteket Cikadan. Bland annat skrev de ”Människor har ju kunnat besöka Apoteket Svanen sedan år 1627, och nu när vi är mitt inne i en pandemi så kändes det rimligt att även mössen skulle få ha någonstans att hämta ut mediciner”.

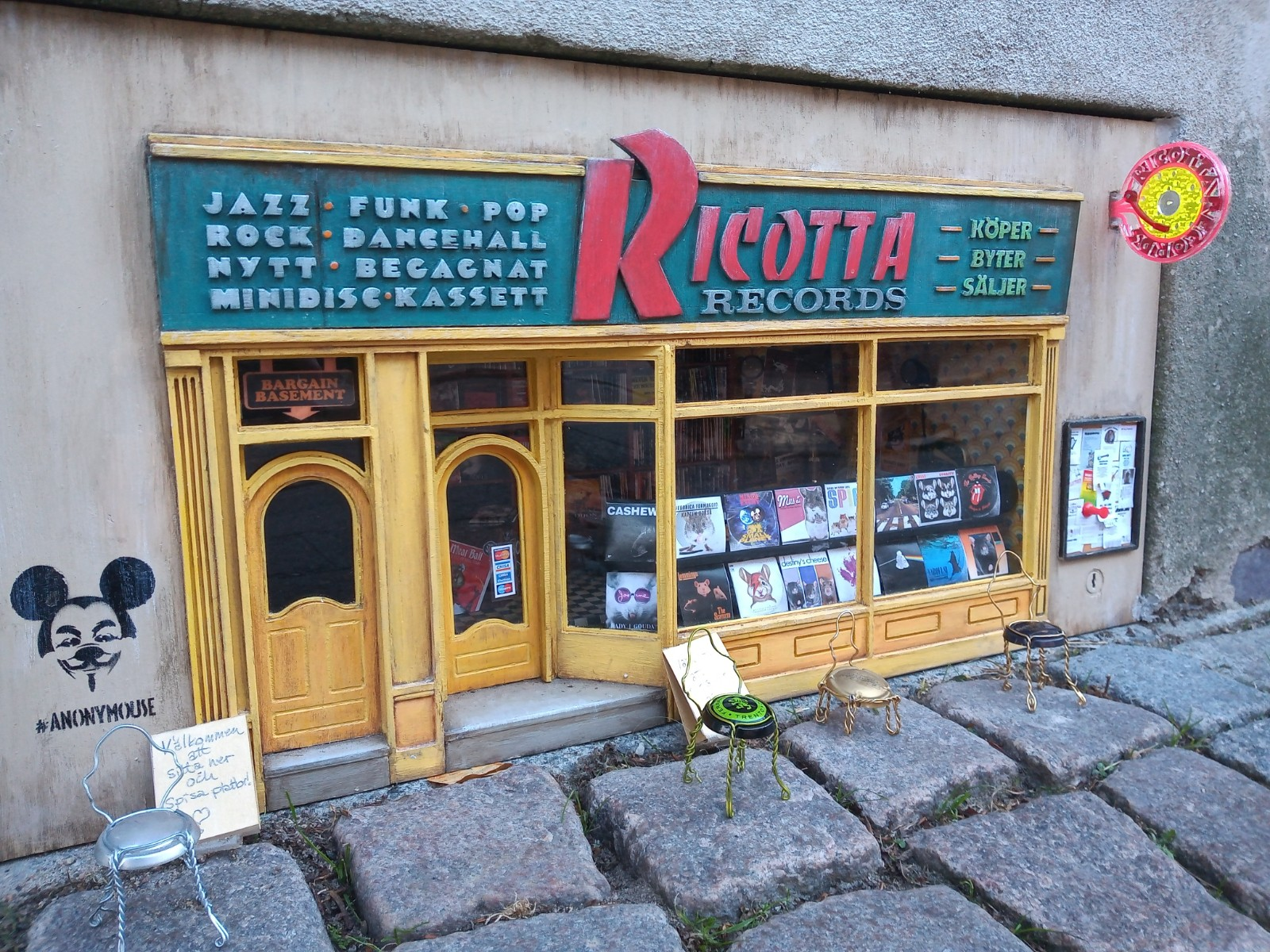
Ricotta Records, Nygatan i Lund

I augusti 2020 öppnades skivbutiken Ricotta Records på Nygatan i Lund. I skyltfönstret fanns bland annat Veronica Formaggios senaste platta ”Katten också”.
I slutet av månaden kom så studentnationen Hasselnötion på Laboratoriegatan. Mössen blev dock vräkta därifrån redan efter en vecka eftersom Lundabornas stora intresse för installationen blev störande för boende i huset. Nationshuset fann i stället en plats på Magle Stora Kyrkogata.
I december 2020 invigdes en miniatyrhamn i en fontän utanför Vårdcentralen Södervärn på Ruth Lundskogs gata i Malmö. I den lilla hamnen fanns småbåtar, fiskebodar, en fyr samt Ostkustens hamncafé.

## Konst inspirerad av Anonymouse
Verk inspirerade av Anonymouse har sedan dykt upp i bland annat Göteborg, Skara, Götene och Umeå.